# Haliplus variomaculatus
Haliplus variomaculatus is een keversoort uit de familie watertreders (Haliplidae). De wetenschappelijke naam van de soort is voor het eerst geldig gepubliceerd in 1973 door Brigham & Sanderson.